# Marie Kunert
Marie Kunert, née Marie Bombe le 20 mai 1871 à Berlin (Empire allemand) et morte le 28 mai 1957 à Berlingen (Suisse), est une femme politique allemande, membre du SPD.

## Biographie
Enseignante, Marie Kunert travaille également à partir de 1889 comme traductrice en anglais et en français. Elle contribue à plusieurs journaux socialistes. En 1890, elle épouse Fritz Kunert.
En 1917, elle rejoint l'USPD et en 1918 commence à travailler au service de presse de l'ambassade soviétique. Entre 1920 et 1921, elle est conseillère municipale du 12e arrondissement du Grand Berlin.
Entre 1921 et 1928, elle est députée au Parlement prussien. Entre 1920 et 1921, elle est membre de l'exécutif de l'USPD et en 1922 rejoint le SPD, étant responsable entre 1923 et 1924 de la section féminine du parti à Steglitz, Lichterfelde et Lankwitz. Entre 1930 et 1933, elle est députée au Reichstag.
Sous le Troisième Reich, elle s'exile en Suisse et ne revient en Allemagne qu'après la guerre.

## Travaux
- Zur Notlage der deutschen Hebammen. In: Die Neue Zeit. Wochenschrift der deutschen Sozialdemokratie. 20.1901-1902, 2. Band (1902), Heft 6=32, S. 179-184. Digitalisat

## Sources
- (de) Cet article est partiellement ou en totalité issu de l’article de Wikipédia en allemand intitulé « Marie Kunert » (voir la liste des auteurs).